# Joris Dudli
Joris Dudli (* 8. März 1957 in Frauenfeld) ist ein Schweizer Jazz-Schlagzeuger.
Dudli kam im Alter von sieben Jahren nach Wien, wo er Klavierunterricht hatte und autodidaktisch das Schlagzeugspiel erlernte. Ab dem siebzehnten Lebensjahr arbeitete er als Studiomusiker u. a. mit Rainhard Fendrich, Wolfgang Ambros und Georg Danzer. Außerdem war er von 1977 bis 1986 (mit Unterbrechungen) Mitglied des Vienna Art Orchestra, von 1979 bis 1986 des Art Farmer Quintet und von 1983 bis 1986 des Roman Schwaller Jazzquartet.
Zwischen 1986 und 1999 lebte Dudli in New York, wo er u. a. mit Art Farmer, Clifford Jordan und Jimmy Heath, Geoff Keezer und Kenny Davis auftrat. Danach arbeitete er in Europa und den USA mit Vincent Herring (ab 1999), Joe Zawinul (2002), Andy McGhee und Alex Foster, Myron Walden und dem Fritz Pauer Trio (2003), Sheila Jordan, Benny Golson (2005) und anderen.
Seit 1993 unterrichtet Dudli an der Anton Bruckner Privatuniversität in Linz. Er ist seit 1999 Mitglied von Vincent Herrings Earth Jazz Agents. Mit Ralph Reichert, Christian Havel, Oliver Kent und Joschi Schneeberger gründete er das Yours Truly Quintet; außerdem leitet er ein Trio (mit Heinz Jäger und Erwin Schmidt) und ein Quartett (mit Christian Havel, Erwin Schmidt und Joschi Schneeberger).